# ملعب رينو دي ليون
ملعب رينو دي ليون (بالإيطالية: Estadio Reino de León)‏ هو ملعب كرة قدم يقع في مدنية ليون. سعته 13،346 مقعدًا.

## وصلات خارجية
- باللغة الإسبانية الموقع الرسمي
- باللغة الإسبانية Stadium information
- باللغة الإنجليزية Estadios de España باللغة الإنجليزية